# Ricardo Giusti
Ricardo Omar Giusti (* 11. Dezember 1956 in Arroyo Seco) ist ein ehemaliger argentinischer Fußballspieler, der 1986 Fußball-Weltmeister wurde.

## Karriere

### Vereinskarriere
Ricardo Giusti begann seine fußballerische Laufbahn im Jahre 1975 bei den Newell’s Old Boys in Argentiniens drittgrößter Stadt Rosario. Für die Newell’s Old Boys absolvierte er 108 Spiele in der Primera División und erzielte dabei zehn Tore. 1978 verließ er den Verein und schloss sich den Argentinos Juniors, dem Verein, wo zu der Zeit auch Diego Maradona spielte, an. Hier machte er in zwei Jahren 32 Ligaspiele mit zwei Toren und wechselte nach Ende der Saison 1980 zu CA Independiente nach Avellaneda. Bei dem Verein, der heute wie damals Rekordtitelträger in der Copa Libertadores ist beziehungsweise war, hatte Ricardo Giusti seine erfolgreichste Zeit als Fußballspieler. Mit Independiente gewann er 1983 seine erste argentinische Meisterschaft. Im Metropolitano-Wettbewerb belegte man am Ende der Saison einen ersten Platz mit einem Punkt Vorsprung auf CA San Lorenzo de Almagro, nachdem man im Nacional noch das Endspiel gegen Estudiantes de La Plata verloren hatte. Einen zweiten nationalen Titel gewann Giusti mit Independiente 1988/89, als man erneut die Primera División siegreich gestalten konnte. Zwei Jahre später verließ Giusti Independiente und wechselte zu Unión de Santa Fe, wo er von 1991 bis 1992 seine aktive Laufbahn ausklingen ließ. Mit Independiente war er auch auf internationaler Ebene erfolgreich. Bei der Copa Libertadores 1984 zog die Mannschaft um Jorge Burruchaga, Enzo Trossero und Ricardo Bochini ins Endspiel ein, wo man auf den brasilianischen Vertreter und Titelverteidiger Grêmio Porto Alegre traf. Nachdem das Hinspiel im Estádio Olímpico Monumental von Porto Alegre durch ein Tor von Jorge Burruchaga mit 1:0 gewonnen wurde, reichte Independiente, das traditionell für seine gute Abwehrarbeit bekannt ist, ein torloses Unentschieden im heimischen Estadio Almirante Cordero, um zum siebten und bis heute letzten Mal die Copa Libertadores zu gewinnen. Durch den Triumph im wichtigsten Fußballwettbewerb für Vereinsmannschaften in Südamerika war das Team von Trainer José Pastoriza für den Weltpokal startberechtigt, wo sich Independiente im Dezember in Tokio gegen den Sieger im Europapokal der Landesmeister 1983/84, den FC Liverpool, durch ein Tor von José Percudani nach sechseinhalb Spielminuten mit 1:0 durchsetzte.

### Nationalmannschaft
Ricardo Giusti machte 53 Länderspiele in der argentinischen Fußballnationalmannschaft. Von Nationaltrainer Carlos Bilardo wurde er ins Aufgebot für die Fußball-Weltmeisterschaft 1986 in Mexiko berufen. Bei dem Turnier wurde er in allen Spielen seiner Mannschaft eingesetzt, ein Tor gelang dem Mittelfeldspieler nicht. Die argentinische Mannschaft gewann bei der Fußball-Weltmeisterschaft 1986 zum zweiten Mal in der Geschichte des argentinischen Fußballs die Fußball-Weltmeisterschaft, im Endspiel im Aztekenstadion von Mexiko-Stadt siegte man mit 3:2 gegen Deutschland. Vier Jahre darauf stand man sich mit genau diesem Gegner erneut im Endspiel der Fußball-Weltmeisterschaft gegenüber, wobei das bessere Ende diesmal die Deutschen für sich hatten. Bei der Fußball-Weltmeisterschaft 1990 in Italien gehörte Giusti allerdings zunächst nicht zur Stammformation in Bilardos Mannschaft, er wurde in der Vorrunde nur einmal eingewechselt. In den Finalrundenspielen spielte er dann im Achtelfinale, Viertelfinale und Halbfinale über die volle Distance. Im Semifinale gegen Gastgeber Italien, das Argentinien mit 4:3 im Elfmeterschießen gewann, sah er in der 103. Spielminute die rote Karte und war somit für das Finale gesperrt, das seine Mannschaft mit 0:1 gegen Deutschland verlor. Nach der Weltmeisterschaft endete die Nationalmannschaftskarriere von Ricardo Giusti nach 53 Einsätzen.